# Blue Jean (película de 2022)
Blue Jean es una película dramática británica de 2022 escrita y dirigida por Georgia Oakley, en su debut como directora. Está protagonizada por Rosy McEwen, Kerrie Hayes y Lucy Halliday.
La película se estrenó el 3 de septiembre de 2022 en el Festival de Cine de Venecia y se estrenó en los cines el 10 de febrero de 2023.

## Reparto
- Rosy McEwen como Jean
- Kerrie Hayes como Vivi
- Lucy Halliday como Lois
- Lydia Page como Siobhan
- Stacy Abalogun como Ace
- Amy Booth-Steele como Debbie
- Aoife Kennan como Sasha
- Scott Turnbull como Tim
- Cueva de Farrah como Michelle
- Lainey Shaw como Paula
- Izzy Neish como Abi
- Becky Lindsay como Jill

## Sinopsis
En Newcastle en 1988, Jean es profesora de educación física en una escuela secundaria. De camino al trabajo, escucha un noticiero sobre la legislación propuesta por la Sección 28, pero lo apaga. En la escuela, es reservada y encerrada, y miente a sus compañeros de trabajo para evitar socializar con ellos después del trabajo. Visita regularmente un bar gay con sus amigos y su novia Viv.
Mientras Viv está en el piso de Jean, Jean intenta ver Blind Date, mientras que Viv se niega, declarando que es propaganda anti-gay. La hermana de Jean llega sin previo aviso y le pide que cuide a su hijo, Sam. Jean oculta la presencia de Viv a su hermana y minimiza su relación con Sam, lo que enfurece a Viv.
Una nueva estudiante, Lois, llega a la escuela. Posteriormente, Jean y Lois se reconocen en el bar gay, pero no intercambian palabras ni reconocen el encuentro posterior. Lois adquiere un repentino interés en el netball y se une al equipo de netball de Jean, donde choca con otra estudiante, Siobhan. Lois también pasa más tiempo en el bar y se hace amiga del grupo de amigos de Jean. Jean la confronta y le dice que se mantenga alejada, advirtiéndole que podría perder su trabajo en la escuela si la descubren. Viv ve a Jean y Lois saliendo de los baños y se va enojada, primero creyendo que Jean la está engañando. Jean le confiesa a Viv cómo conoce a Lois, y Viv responde diciéndole a Jean que está dando un mal ejemplo a sus alumnos.
Jean visita a su hermana para el almuerzo del domingo, donde ve una fotografía de ella del día de su boda. Le pide a su hermana que quite la fotografía y su hermana le revela que sabe que Jean es lesbiana.
La jefa de Jean, Paula, encuentra una copia de una revista lesbiana en el escritorio de Jean, dejada allí por otra persona, y Jean asume que Lois es la responsable. Siobhan provoca a Lois después de un partido de netball y los dos estudiantes pelean. Después de que Jean interrumpe la pelea, Siobhan besa a Lois en la ducha, lo que Jean ve, pero Siobhan afirma que Lois la agredió. A pesar de saber que esto es una mentira, Jean lo acepta y Lois es suspendida.
Jean intenta disculparse con Viv, pero Viv dice que no pueden volver a estar juntos. También intenta hacer las paces con Lois, pero no está interesada en hablar con Jean. En una fiesta de cumpleaños para niños, Jean sale del armario con su cuñado y un amigo, antes de estallar en carcajadas cuando se va.
Ella convence a Lois de que la acompañe a una fiesta en una casa, donde las amigas de Jean comparten el "fondo del pantano", un fondo cooperativo para lesbianas en la ciudad. Una amiga de Jean le dice a Lois que las lesbianas con "trabajos reales" como Jean contribuyen al fondo. Más tarde esa noche, Viv y Jean hablan en términos amistosos, pero no se reconcilian.
Al día siguiente, Jean llega a la escuela con una sonrisa en el rostro.

## Estreno
Blue Jean se estrenó el 3 de septiembre de 2022 en la sección Venice Days de la 79.ª edición del Festival de Cine de Venecia, ganando el premio People's Choice Award. Fue nominado para el Premio BAFTA de Cine por Debut Sobresaliente de un Escritor, Director o Productor Británico y ganó cuatro Premios de Cine Independiente Británico. Se estrenó en cines del Reino Unido el 10 de febrero de 2023 por Altitude Films.

### Recepción de la crítica
La película recibió críticas positivas de los críticos de cine. El agregador de reseñas Rotten Tomatoes informa que el 94% de 35 críticos le dieron a la película una reseña positiva, con una calificación promedio de 8 sobre 10. El consenso crítico del sitio web dice: "Uniendo tiempos pasados con problemas que aún son actuales, Blue Jean resuena intelectual y emocionalmente gracias a una dirección reflexiva y actuaciones auténticas". Metacritic le da a la película una calificación promedio ponderada de 91 sobre 100, según 5 reseñas, lo que indica "aclamación universal".